# فخري الفقي
فخري الفقي هو سياسي مصري وأستاذ الاقتصاد بكلية الاقتصاد والعلوم السياسية جامعة القاهرة ومساعد مدير تنفيذي سابق بصندوق النقد الدولي ورئيس لجنة الخطة والموازنة بمجلس النواب.

## خبراته
تولى العديد من المناصب بالمؤسسات المالية الدولية كصندوق النقد والبنك الدوليين بواشنطن وعمل في مجال تقديم الخدمات الاستشارية من خلال برنامج الأمم المتحدة للتنمية في الدول العربية، وكذلك اللجان الاقتصادية للمجالس التشريعية والمجالس القومية والمراكز البحثية المتخصصة في مصر. وفي عام 2019 أصدر الرئيس عبد الفتاح السيسي، رئيس الجمهورية القرار رقم 253 بتعينه عضواً بمجلس إدارة البنك المركزي المصري من ذوي الخبرة. وفي 2021 أنتخب رئيس للجنة الخطة والموازنة بمجلس النواب.